# ناتالی تیتکوم
ناتالی تیتکوم (انگلیسی: Natalie Titcume؛ زادهٔ ۶ دسامبر ۱۹۷۵) بازیکن سافت‌بال اهل استرالیا است.